# Courant de l'amour
Le Courant de l'amour (arabe : تيار المحبة) ou Courant Al Mahaba est une « initiative politique indépendante » tunisienne mise en place dans la perspective de l'élection de l'assemblée constituante du 23 octobre 2011. Elle est d'abord connue sous le nom de Pétition populaire pour la liberté, la justice et le développement (العريضة الشعبية للحرية والعدالة والتنمية).

## Fondation
Ce regroupement est fondé le 3 mars 2011, après la révolution qui chasse le président Zine el-Abidine Ben Ali.
Son leader, le millionnaire Hechmi Hamdi, originaire du gouvernorat de Sidi Bouzid, réside à Londres où il a écrit dans les colonnes du quotidien Asharq al-Awsat avant de lancer sa propre chaîne de télévision, Al Mustaquilla, en 1999. De tendance islamiste à l'origine, Hamdi est ensuite devenu un allié du régime de Ben Ali. En effet, jusqu'à sa démission en 1992, Hechmi Hamdi est membre du parti islamiste Ennahdha.

## Résultats électoraux
Plusieurs candidats de la Pétition populaire obtiennent des sièges à l'assemblée constituante, mais la possibilité d'une invalidation de ses résultats pour de multiples infractions aux réglementations régissant la campagne électorale est évoquée dès les premiers décomptes. Le 27 octobre, l'Instance supérieure indépendante pour les élections prononce effectivement l'invalidation des listes de la Pétition populaire dans six circonscriptions, principalement pour non-respect des délais de campagne officielle et pour avoir présenté d'anciens responsables du Rassemblement constitutionnel démocratique de Ben Ali, lui faisant perdre plusieurs élus au profit des autres listes. Hamdi annonce dans la foulée le retrait de ses autres listes avant de se rétracter en décidant de présenter des recours en vue de la réhabilitation de ses listes.
Le Tribunal administratif tranche en faveur de la Pétition populaire le 8 novembre et lui réattribue sept de ses huit sièges perdus.

## Défections
Par la suite, neuf têtes de liste affirment le 11 novembre être « libres de tout engagement envers quiconque » après avoir constaté « les tentatives menées par Hechmi Hamdi dans le dessein de les priver de leur volonté, ainsi que sa persistance à s'emparer du pouvoir décisionnel dans des affaires qui les concernent directement sans pour autant les consulter ».
À la suite de multiples défections, seuls huit représentants continuent de se réclamer de la Pétition en décembre 2011.

## Idéologie
Après une campagne électorale populiste promettant des aides sociales aux électeurs (allocation mensuelle de 200 dinars pour les chômeurs et soins médicaux gratuits pour tous les citoyens) et vu le bon score des partis conservateurs (Ennahdha) par rapport à celui des partis progressistes, le leader du Courant de l'amour, Hechmi Hamdi, affiche une attitude de plus en plus islamiste et ajoute à son programme des projets à caractère religieux (création d'un office de la zakât et création d'une fondation internationale pour la Sîra). Ainsi le parti propose d'adopter l'islam comme source principale de la législation dans la Constitution. Cette proposition ayant été rejetée, Hamdi qualifie la constitution d'« enfant bâtard ».

## Résultats électoraux

### Élections législatives
| Année     | Voix    | %      | Rang | Sièges   | Gouvernements |
| --------- | ------- | ------ | ---- | -------- | ------------- |
| 2011 (AC) | 273 362 | 6,74 % | 3e   | 26 / 217 | Opposition    |
| 2014      | 40 826  | 1,20 % | 12e  | 2 / 217  | Opposition    |
| 2019      | 17 749  | 0,62   | 22e  | 1 / 217  | Opposition    |

### Élections présidentielles
| Année | Candidat     | Voix    | %    | Résultat |
| ----- | ------------ | ------- | ---- | -------- |
| 2014  | Hechmi Hamdi | 187 923 | 5,75 | 4e       |
| 2019  | Hechmi Hamdi | 25 384  | 0,75 | 14e      |

## Groupe parlementaire
- Bloc social-démocrate (2014-2016)
- Bloc démocrate (2016-2019)
- Al Moustakbal (2019-2021)